# Гипокалиемия
Гипокалиемия (др.-греч. ὑπό — снизу, под + калий + αἷμα — кровь) — пониженная концентрация ионов калия в крови.

## Причины гипокалиемии
Гипокалиемия развивается вследствие
1. уменьшения поступления калия с пищей,
2. его перемещения в клетки,
3. усиленного выведения.

Снижение поступления калия редко является единственной причиной гипокалиемии, поскольку за счет реабсорбции в дистальном отделе нефрона экскреция калия с мочой может уменьшаться до 15 ммоль/сут; количество же калия, поступающее в организм с пищей, в большинстве случаев превышает эту величину. Исключение составляют горожане с низким уровнем жизни и лица, придерживающиеся особых диет.
Однако недостаточное поступление калия может усугубить гипокалиемию, обусловленную потерями калия через ЖКТ или почки.
Одна из редких причин, приводящих к гипокалиемии, — поедание глины (геофагия), поскольку она связывает ионы калия и железа. Геофагия была раньше широко распространена среди афроамериканцев на юге США.
Перемещение калия в клетки снижает концентрацию калия в плазме временно, не влияя на его общее содержание в организме. Независимо от причины перемещения калия в клетки изменение его концентрации в норме при этом относительно мало — не более 1 ммоль/л. Однако, как и недостаточное поступление калия с пищей, перемещение калия в клетки может усугублять гипокалиемию, обусловленную потерями калия.
Гипокалиемию вызывают метаболический алкалоз (вследствие перераспределения калия и потерь через почки и ЖКТ), гипергликемия (вследствие осмотического диуреза), введение больших доз инсулина при диабетическом кетоацидозе (в результате стимуляции контртранспорта Na+/H+ и опосредованной этим активации Na+,K±ATФазы), повышение уровня катехоламинов, назначение бета2-адреностимуляторов (вследствие перемещения калия в клетки и повышения секреции инсулина), рост новых клеток (например, при назначении витамина В12 при болезни Аддисона-Бирмера или ГМ-КСФ при нейтропении), переливание размороженных и отмытых эритроцитов (поскольку замороженные эритроциты при хранении теряют до половины калия).
Гипокалиемия также наблюдается при семейном гипокалиемическом периодическом параличе — редком заболевании, которое проявляется приступами мышечной слабости или паралича.
Потоотделение приводит к гипокалиемии как непосредственно, так и вследствие вызванного гиповолемией повышения уровня альдостерона и экскреции калия.
В норме при объёме стула 100—200 мл потери калия с ним составляют 5-10 ммоль/сут.
Гипокалиемия вследствие потерь калия через ЖКТ возникает при ворсинчатом полипе, ВИПоме, поносе (чаще секреторном) и злоупотреблении слабительными. Потери содержимого желудка при рвоте и аспирации через назогастральный зонд сами по себе не являются причинами гипокалиемии (концентрация калия в желудочном соке составляет 5-10 ммоль/л, и для возникновения дефицита в 300—400 ммоль, который обычно наблюдается у подобных больных, потребовались бы потери в объёме 30-80 л). К гипокалиемии в таких случаях приводят гиповолемия и метаболический алкалоз. Гиповолемия стимулирует секрецию альдостерона, а метаболический алкалоз приводит к бикарбонатурии и повышению отрицательного заряда жидкости в собирательных трубочках (отфильтровавшийся бикарбонат не может полностью реабсорбироваться в проксимальных канальцах). Оба эти механизма повышают выведение калия с мочой.

## Клиническая картина
Симптомы гипокалиемии разнообразны и зависят от её тяжести. Они обычно появляются, когда концентрация калия в плазме становится менее 3 ммоль/л. Больные жалуются на утомляемость, слабость в ногах, миалгию. В тяжелых случаях наблюдаются парезы и параличи, нарушения дыхания, динамическая кишечная непроходимость. Все эти симптомы возникают из-за гиперполяризации мышечных клеток. Вследствие нарушения метаболизма мышечной ткани и уменьшения рабочей гиперемии возможен рабдомиолиз. При гипокалиемии вследствие замедления реполяризации желудочков возникают изменения на ЭКГ. При умеренной гипокалиемии наблюдаются уплощение или инверсия зубца Т, повышение амплитуды зубца U, депрессия сегмента ST и удлинение интервала QT (QU), в тяжелых случаях — удлинение интервала PQ, расширение комплекса QRS (редко). Однако четкой связи между изменениями ЭКГ и тяжестью гипокалиемии нет. Возможны желудочковые аритмии, особенно у больных с ишемией миокарда и гипертрофией левого желудочка.
Гипокалиемия способствует гликозидной интоксикации.
В эпидемиологических исследованиях показана связь между недостаточным поступлением калия с пищей и артериальной гипертонией у афроамериканцев. Показано также, что прием препаратов калия снижает артериальное давление (АД) при гипертонической болезни. Причина повышения АД при гипокалиемии неизвестна. Возможно, это связано с усилением реабсорбции натрия и хлора в дистальных отделах нефрона.
Гипокалиемия часто сочетается с нарушениями кислотно-щелочного равновесия (КЩР). Во-первых, многие расстройства приводят одновременно и к гипокалиемии, и к нарушениям КЩР. Во-вторых, при гипокалиемии развивается внутриклеточный ацидоз, усиливается реабсорбция бикарбоната в проксимальных извитых канальцах нефрона, секреция ионов водорода в дистальных канальцах и аммониогенез. Все это приводит к метаболическому алкалозу.
Гипокалиемия может быть причиной нефрогенного несахарного диабета. Вследствие нарушения секреции инсулина и развития инсулинорезистентности при гипокалиемии часто нарушается толерантность к глюкозе.

## Диагностика
Причина гипокалиемии в большинстве случаев может быть установлена на основании данных анамнеза. Уточняют, не принимает ли больной слабительные или диуретики. Важно выяснить также, не вызывает ли он искусственную рвоту. При выраженном лейкоцитозе (например, у больных острыми миелоидными лейкозами), если пробы крови хранятся при комнатной температуре, изредка наблюдается псевдогипокалиемия (калий захватывается лейкоцитами). Чтобы избежать этого, следует хранить пробы в холодильнике или же быстро отделять плазму или сыворотку от клеток. Затем исключают уменьшение потребления калия с пищей и причины, приводящие к перемещению калия в клетки. Источник потерь калия помогает установить исследование мочи. Если функция почек не изменена, то в результате снижения секреции и повышения реабсорбции калия его выведение при гипокалиемии снижается до 15 ммоль/сут. Это наблюдается при потерях калия через кожу и ЖКТ, а также спустя некоторое время после приема диуретиков или многократной рвоты.
Почечные потери калия возрастают при увеличении поступления жидкости в дистальные отделы нефрона и повышении концентрации калия в корковых отделах собирательных трубочек. В дифференциальной диагностике причин почечных потерь калия помогают оценка объёма внеклеточной жидкости, КЩР, измерение АД.
Быстрый и простой метод оценки секреции калия — определение чресканальцевого градиента концентрации калия. Этот показатель равен отношению концентрации калия в просвете корковых отделов собирательных трубочек и в перитубулярных капиллярах (то есть в плазме). Его расчет основан на трех условных допущениях:
— в мозговых отделах собирательных трубочек не происходит реабсорбции растворенных веществ;
— в этих отделах калий не секретируется и не реабсорбируется;
— осмоляльность жидкости в концах корковых отделов собирательных трубочек известна.
В большинстве случаев эти допущения более или менее соблюдаются:
— реабсорбция натрия в дистальных отделах собирательных трубочек обычно мало влияет на чресканальцевый градиент концентрации калия;
— секреция или реабсорбция калия в этих отделах происходит только при тяжелой гипокалиемии или гиперкалиемии;
— в условиях действия АДГ осмоляльность жидкости в концах корковых отделов собирательных трубочек равна осмоляльности плазмы, и тогда концентрацию калия в них (К+кст) можно вычислить по формуле:
(К+кст) = (К+)м х Опл/Ом, где
(К+)м — концентрация калия в моче,
Опл — осмоляльность плазмы,
Ом — осмоляльность мочи.
Следовательно,
ЧГКК = (К+кст)/(K+пл) = ((К+)м х Опл/Ом)/(K+пл), где
ЧГКК — чресканальцевый градиент концентрации калия,
(K+пл) — концентрация калия в плазме.
Приведенные расчеты справедливы, если осмоляльность мочи выше осмоляльности плазмы.
Нормальных значений чресканальцевого градиента концентрации калия нет, поскольку они зависят от баланса калия.
Гипокалиемия с чресканальцевым градиентом концентрации калия более 4 указывает на почечные потери калия вследствие усиленной секреции этого иона в дистальных отделах нефрона. Одна из возможных причин этого состояния — гиперальдостеронизм.
Для дифференциальной диагностики разных форм гиперальдостеронизма определяют уровень ренина и альдрстерона в плазме.
Бикарбонатурия, а также присутствие в моче других нереабсорбируемых анионов повышает чресканальцевый градиент концентрации калия и стимулирует выведение этого иона.

## Лечение
Лечение направлено на прекращение потерь калия и устранение его дефицита. При гипокалиемии вследствие перераспределения калия в/в введение препаратов калия не показано, так как может привести к рикошетной гиперкалиемии (исключение — семейный гипокалиемический периодический паралич). Прием препаратов калия внутрь так же не всегда безопасен и может привести к почечной недостаточности.
Концентрация калия в плазме недостаточно точно отражает его общее содержание в организме. Так, снижение концентрации калия в плазме до 3 ммоль/л может соответствовать дефициту от 200 до 400 ммоль калия. Если концентрация калия в плазме ниже 3 ммоль/л, то его дефицит часто достигает 600 ммоль. При перемещении калия из клеток (в частности, при диабетическом кетоацидозе) дефицит калия можно недооценить. В связи с этим во время лечения необходимо постоянно следить за концентрацией калия в плазме.
При гипокалиемии с метаболическим алкалозом назначают хлорид калия.
При гипокалиемии с метаболическим ацидозом (при длительном поносе или почечном канальцевом ацидозе) применяют бикарбонат и цитрат калия (последний распадается с образованием бикарбоната).
Внутривенное введение препаратов калия показано при тяжелой гипокалиемии или невозможности приема препаратов внутрь. При введении в периферическую вену концентрация калия в растворе не должна превышать 40 ммоль/л, при введении в центральную вену — 60 ммоль/л. Если нет парезов и угрожающей жизни аритмии, скорость инфузии не должна превышать 20 ммоль/ч. Хлорид калия лучше всего добавлять в 0,9 % NaCl.
Введение калия с растворами глюкозы может привести к ещё большему снижению концентрации калия в плазме вследствие опосредованного инсулином перемещения калия в клетки. Быстрое в/в введение хлорида калия требует тщательного наблюдения за больным (ЭКГ, исследование двигательных функций).